# Handelsblatt
Handelsblatt (literalment periòdic de comerç) és un diari alemany sobre temes d'economia i negocis publicat a la ciutat de Düsseldorf pel grup Handelsblatt Media Group, que pertany a DvH Medien i que també edita el setmanari Wirtschaftswoche. Handelsblatt va ser fundat el 16 de maig del 1946, amb una circulació de 127.546 còpies en paper i 42.000 la versió digital el 2018.